# Pristimantis calcarulatus
Pristimantis calcarulatus är en groddjursart som först beskrevs av Lynch 1976.  Pristimantis calcarulatus ingår i släktet Pristimantis och familjen Strabomantidae. IUCN kategoriserar arten globalt som sårbar. Inga underarter finns listade i Catalogue of Life.